# Сердце Бонивура (фильм)
«Сердце Бонивура» — советский четырёхсерийный историко-революционный фильм о становлении Советской власти на Дальнем Востоке и в Приморье, снятый режиссёром Марком Орловым по одноимённому роману Дмитрия Нагишкина на Киностудии имени А. Довженко в 1969 году. Прототипом главного героя послужил комсомолец-партизан Виталий Борисович Баневур.
В фильме использованы документальные кадры и фонограмма юбилейной манифестации, посвящённой 50-летию ВЛКСМ.
Премьера фильма состоялась на Первой программе Центрального телевидения 21 октября 1969 года, ко Дню рождения комсомола.
23 февраля 1971 года на экраны вышла двухсерийная киноверсия картины, премьера которой была приурочена к 53-й годовщине Вооружённых сил СССР.

## Сюжет
Владивосток, 1922 год. Подпольщики устроили побег арестованных контрразведкой товарищей. Среди организаторов — комсомолец Виталий Бонивур, за голову которого назначено крупное вознаграждение.
Сам Бонивур под фамилией Антонов устраивается в железнодорожное депо и агитирует рабочих саботировать военные поставки. В мастерских стоят почти готовые вагоны японского бронепоезда. Бонивур с помощью ремонтников поджигает состав, подложив взрывчатку под цистерну с топливом.
После успешной акции городское подполье уходит в тайгу к партизанам. Молодёжь из отряда Топоркова под видом деревенских жителей устраивает дерзкий налёт на соседнюю деревню, где стоят белые. На виду у пьяной охраны они похитили офицера вместе с фельдшером и доставили их на базу.
Командир партизан получает приказ о соединении с другими отрядами, для укрупнения сил накануне наступления Народно-революционной армии. На месте осталась немногочисленная группа защитников. Пользуясь случаем, казачья сотня, по доносу сбежавшего фельдшера, выдвинулась в расположение партизанского отряда и после неравного боя захватила деревню.
Местные жители, помогавшие партизанам, и делегаты проходившего в это же время съезда бедноты были подвергнуты экзекуции. Бонивура и пленённого с оружием в руках пожилого коммуниста белые связали и взяли с собой. Посланный в погоню конный отряд не успел выручить товарищей. После жестоких пыток пленные были казнены отступающими казаками.

## В ролях
| Актёр              | Роль                          | Серии |
| ------------------ | ----------------------------- | ----- |
| Лев Прыгунов       | Виталий Бонивур               | 1-4   |
| Борис Чирков       | Стороженков                   | 1-4   |
| Виктор Коршунов    | Борис Любанский               | 1-4   |
| Пётр Глебов        | ротмистр Караев               | 1-4   |
| Тамара Королюк     | подпольщица Нина              | 1-4   |
| Галина Гальченко   | Таня                          | 1-4   |
| Анатолий Юрченко   | подпольщик Алёша Пужняк       | 1-4   |
| Юрий Лавров        | генерал Дитерихс              | 1-3   |
| Владимир Дальский  | Тачибана                      | 1, 3  |
| Сергей Курилов     | Марков                        | 1-3   |
| Георгий Куликов    | Паркер                        | 1-3   |
| Владимир Емельянов | Багров                        | 1-2   |
| Владимир Волчик    | Иванцов                       | 1-4   |
| Иван Переверзев    | старый крестьянин Жилин       | 2-4   |
| Евгений Буренков   | Афанасий Иванович Топорков    | 2-4   |
| Герман Колушкин    | Николай Чекерда               | 2-4   |
| Виктор Кондратюк   | деревенский фельдшер Кузнецов | 2-4   |
| Лилия Дзюба        | Настя Наседкина               | 3-4   |
| Павел Волков       | Верхотуров                    | 3-4   |
| Николай Кузьмин    | Иван Никанорыч Лозовой        | 3-4   |
| Евгений Гвоздёв    | Сева Цыганков                 | 3-4   |
| Виктор Чекмарёв    | баптист, лавочник Чувалков    | 3     |
| Майя Булгакова     | Глафира Наседкина мать Насти  | 4     |

### В эпизодах
| Актёр                 | Роль                                   | Серии |
| --------------------- | -------------------------------------- | ----- |
| Валерий Бессараб      | кадет                                  | 1     |
| Борис Болдыревский    | бандит из "Трёх тузов"                 | 1     |
| Пётр Вескляров        | часовщик Андрей Иванович               | 1-2   |
| В. Галеев             |                                        | 1     |
| Вадим Голик           | белый офицер                           | 1-3   |
| Ирина Дука            | подруга Тани                           | 1-2   |
| Николай Заднепровский | кадет                                  | 1     |
| Анатолий Иванов       |                                        | 1     |
| Такэо Кимура          |                                        | 1, 3  |
| Владимир Костенко     |                                        | 1     |
| Вячеслав Криштофович  | кадет                                  | 1     |
| Пётр Любешкин         | член областкома партии Шишкин          | 1-2   |
| Лаврентий Масоха      | мастер из депо Бураковский             | 1-2   |
| Валерий Мотренко      | офицер                                 | 1     |
| Виктор Николаев       | хозяин чайной Семён Горлов             | 1     |
| Людмила Орлова        |                                        | 1     |
| Лев Перфилов          | грузчик «офицерской артели» Лисянский  | 1-2   |
| Виктор Плотников      | караульный                             | 1     |
| В. Поляков            |                                        | 1     |
| Валерий Поэта         | кадет                                  | 1     |
| Борис Романов         |                                        | 1     |
| Марианна Стриженова   | подпольщица Надежда Петровна Перовская | 1-2   |
| Алим Федоринский      | кадет                                  | 1     |
| Дмитрий Франько       | белый офицер                           | 1     |
| А. Хмелевских         |                                        | 1     |
| Лариса Хоролец        | подруга Тани                           | 1     |
| Константин Артеменко  | капитан Бердянский                     | 2-3   |
| Леонид Данчишин       | матрос                                 | 2-4   |
| Валентин Кобас        | караульный                             | 2-3   |
| Ф. Корж               |                                        | 2-3   |
| Иван Матвеев          | Пётр Ласточкин                         | 2-3   |
| Юрий Непша            |                                        | 2-3   |
| Игорь Стариков        | белый офицер                           | 2     |
| Пётр Филоненко        |                                        | 2, 4  |
| Василий Шемберко      |                                        | 2-4   |
| Евгений Балиев        | представитель Красного креста          | 3     |
| Леонид Бойко          |                                        | 3-4   |
| Игорь Безгин          | офицер                                 | 3     |
| Вадим Дмитрюк         |                                        | 3     |
| А. Журавлёв           |                                        | 3     |
| Юрий Игнатенко        |                                        | 3     |
| Анна Лесная           |                                        | 3     |
| Вадим Чернолих        |                                        | 3     |
| Леонид Чиниджанц      |                                        | 3     |
| Иван Гузиков          |                                        | 4     |
| В. Карцев             |                                        | 4     |
| Семён Лихогоденко     | казак                                  | 4     |
| Лиля Максименко       |                                        | 4     |
| Марина Огурцова       |                                        | 4     |
| Василий Хорошко       |                                        | 4     |
| Б. Шунькин            |                                        | 4     |

## Съёмочная группа
- Автор сценария: Андрей Шемшурин
- Режиссёр-постановщик: Марк Орлов
- Оператор-постановщик: Вадим Верещак
- Композитор: Оскар Сандлер, Дмитрий Клебанов
- Художник-постановщик: Алексей Бобровников
- Режиссёр: А. Козырь
- Оператор: М. Сергиенко
- Звукооператоры:
  - Николай Медведев
  - Георгий Парахников
- Симфонический оркестр Украинского радио
  - Дирижёры: В. Тольба, И. Ключарёв
- Художник-декоратор: В. Кашин
- Художник по костюмам: О. Яблонская
- Художник-гримёр:
  - А. Матвеев
  - Е. Парфенюк
- Монтаж: Т. Сердюк
- Редактор: В. Силина
- Мастер по свету: В. Чернышенко
- Ассистенты режиссёра:
  - М. Шарц
  - В. Чернолих
- Ассистенты оператора:
  - А. Лен
  - П. Соколовский
- Военный консультант:
  - генерал-лейтенант Н. С. Осликовский
- Консультанты:
  - Н. М. Фролкин
  - С. А. Здесенко
- Директор: Борис Жолков

## Технические данные
Телевизионная версия:
- Обычный формат
- Чёрно-белый
- 4 серии
- 27 частей
- 245 минут

Версия для кинопоказа:
- Обычный формат
- Чёрно-белый
- 2 серии
- 16 частей
- 150 минут